# Euchaetis diosmoides
Euchaetis diosmoides är en vinruteväxtart som först beskrevs av Rudolf Schlechter, och fick sitt nu gällande namn av I. J.M. Williams. Euchaetis diosmoides ingår i släktet Euchaetis och familjen vinruteväxter. Inga underarter finns listade i Catalogue of Life.